# مهرجان كان السينمائي 1953
مهرجان كان السينمائي لعام 1953 هو الدورة السادسة للمهرجان عُقد في 15 إلى 29 أبريل من عام 1953، فاز فيلم «ثمن الخوف» للمخرج الفرنسي هنري جورج كلوزو بالجائزة الكبرى للمهرجان.